# X JAPAN WORLD TOUR Live in TAIPEI
X JAPAN WORLD TOUR Live in TAIPEI（X JAPAN 世界巡迴台灣公演 ～本当にやる夜～）
是日本樂團X JAPAN於2009年5月30日在新北市立板橋體育場所舉辦的演唱會。
同時也是X JAPAN成軍以來，首次在台灣的演出。

## 背景
解散10年的X JAPAN在2007年10/17宣布復出，並在同時宣布2008年春天將會舉辦大規模的復出演唱會。2008年3/28-3/30為期三天的演唱會結束後，再此時透露有意舉行亞洲巡迴演唱會。2008/5/2-5/3舉辦hide逝世10周年紀念演唱會，hide memorial summit在第二天的演唱會上，YOSHIKI親口宣布2008年8月將在台灣舉辦演唱會。同年5/27台灣成立海外第一個官方網站。但在6/9，因YOSHIKI舊傷復發，宣布7/5巴黎、8/2台北、9/13紐約的演唱會全部無限期延期。
2008年9/16YOSHIKI前往台灣，並在台北101上點燈宣傳演唱會，宣布2009/2/14為台灣演唱會的日期。但在2009年1/9因諸多不明原因影響，宣布2009/2/14台灣演唱會再次延期。2009/3/24網站上突然毫無預警的宣布5/30將在板橋體育場公演，並在3/29開始賣票，20,000張門票一掃而空。5/30順利在板橋體育場舉辦史上成本最高，動員人數最高的日本藝人演唱會。

## 演唱會數據
| 總入場人數             | 20000                               |
| 總工作人員數           | 日方200名,台灣3000名                |
| 保全人員               | 300人                               |
| 警察,消防人員          | 300人                               |
| 總製作費               | 3億5千萬円                          |
| 機材搬運相關數據       | 日本空運貨櫃150個、香港空運貨櫃50個 |
| 螢幕                   | 1200英吋,共9面                      |
| 舞臺尺寸               | 寬:75m/深:35m                       |
| 大型煙火               | 1000發                              |
| 照明                   | 總數15000盞                         |
| 花道                   | 70m:2座/50m:1座                     |
| 演唱會週邊商品排隊長度 | 最長至3km                           |
| 媒體採訪數量           | 共50家媒體,120位記者                |

## 參加團員
| 鼓手(團長) | YOSHIKI |
| 主唱       | TOSHI   |
| 貝斯       | Heath   |
| 吉他       | HIDE    |
| 吉他       | PATA    |
| 吉他       | SUGIZO  |

## 歌單
- Amethyst
- Rusty Nail
- WEEK END (ピアノパートまで)
- YOSHIKI Piano & SUGIZO Violin
- Silent Jealousy
- PATA Guitar solo
- DRAIN
- Say Anything (アコースティック)
- Tears
- 紅 (KURENAI)

### アンコール1
- Rosa (Violet UK)
- YOSHIKI Drum Solo
- Without You
- I.V.

### アンコール2
- PROLOGUE (〜WORLD ANTHEM)
- X
- ENDLESS RAIN

### アンコール3
- ART OF LIFE (第二楽章から)
- Say Anything (S.E)
- Forever Love (Last Mix) (S.E)
- Tears (S.E)
- Unfinishd (S.E)

## 演唱會插曲
X JAPAN團長YOSHIKI在演奏X前奏時身穿白色婚紗出現在舞台上,使歌迷激動不已,這是繼1991年在日本武道館之後相隔近20年才又穿上婚紗,據本人說,因為在2008年9月16日來台灣宣傳演唱會時,台灣歌迷身穿婚紗在機場接機讓他感動不已,所以才會做出這樣的決定來回饋歌迷！
X JAPAN演奏歌曲 I.V. 時,團長YOSHIKI的鼓座邊演奏邊從觀眾區花道上退回主舞台,此鼓座在東京巨蛋演唱會時,都是YOSHIKI Drum Solo完後在中場休息時移動回主舞台,而台灣公演也創下X JAPAN首次從觀眾區花道邊演奏邊退回主舞台！

### 外部連結
- X Japan台北開唱魅力發燒 張惠妹哈林朝聖（中央通訊社）
- X JAPAN暴走演出3小時 2萬樂迷齊跳X JUMP超壯觀（奇摩影劇）
- 從第1秒瘋到散場 X JAPAN開唱（TVBS）
- X JAPAN高分貝搖滾 2萬歌迷吼跳震地（自由時報）
- X JAPAN開唱 氣氛high翻（中國時報）
- X JAPAN台灣舞台初夜 快鼓敲進1億元（蘋果日報）
- X Japan台北開唱 Hide“重現”舞台（新浪娛樂訊）
- 日本天團X JAPAN 搖撼台灣（聯合報）
- X JAPAN傳說板橋再現 YOSHIKI如願披婚紗（NOWnews）
- X Japan開唱 歌迷擠爆體育場（民視新聞）
- 搖滾天團X JAPAN慶祝演唱會圓滿 高喊「呼乾啦！」
- X JAPAN台灣大規模演唱會！（BARKS）
- YOSHIKI：「台灣樂迷太酷！X JAPAN史上最讚演出之一」（奇摩影劇）
- X JAPAN唱快慶功 落台語喊乎乾啦！（自由時報）
- X JAPAN讚台灣是最棒的一場演出（聯合報）
- YOSHIKI滿足返日 粉絲披白紗送行（蘋果日報）
- X JAPAN演唱會震撼臺北 十二年後再續輝煌（騰訊音樂訊）